# Завадка (Новосондецький повіт)
Завадка (пол. Zawadka) — село в Польщі, у гміні Лососіна-Дольна Новосондецького повіту Малопольського воєводства.
Населення — 362 особи (2011).
У 1975-1998 роках село належало до Новосондецького воєводства.

## Демографія
Демографічна структура станом на 31 березня 2011 року:
|          | Загалом | Допрацездатний вік | Працездатний вік | Постпрацездатний вік |
| -------- | ------- | ------------------ | ---------------- | -------------------- |
| Чоловіки | 177     | 36                 | 125              | 16                   |
| Жінки    | 185     | 36                 | 117              | 32                   |
| Разом    | 362     | 72                 | 242              | 48                   |